# 北宋高阳关路帅臣列表
北宋高阳关路帅臣，指高阳关路安抚司的长官，或称安抚使，或称经略安抚使。

## 历任经略安抚使

### 宋太祖朝
- 张藏英（960年—962年）
- 李汉超（962年—976年）
- 马仁瑀（976年）

### 宋太宗朝
- 马仁瑀（976年）
- 李汉超（976年）
- 马仁瑀（976年—982年）
- 陆万友（984年—985年）
- 尹宪（986年—989年）
- 安守忠（990年—991年）
- 杨赞

### 宋真宗朝
- 杨赞
- 张禹珪
- 荆嗣（1000年）
- 刘用（1001年）
- 上官正（1001年）
- 慕容德丰（1002年）
- 李延渥（1003年—1005年）
- 李允则（1005年—1006年）
- 李继宣（1006年—1010年）
- 高继勋（1011年）
- 张禹珪（1017年）
- 冯守信（1018年—1019年）
- 张昭远（1020年）

### 宋仁宗朝
- 高继勋（1022年）
- 张昭远（1024年—1026年）
- 高继勋（1026年—1028年）
- 魏正（1028年—1029年）
- 张纶（1030年）
- 李昭亮
- 张亢（1037年—1039年）
- 张茂实
- 杜惟序
- 王拱辰（1048年—1049年）
- 程戡（1049年—1052年）
- 包拯（1052年—1053年）
- 吕公弼（1053年—1054年）
- 陈升之（1054年—1056年）
- 韩贽（1056年—1058年）
- 王贽（1058年—1061年）
- 彭思永（1061年—1063年）
- 唐介（1063年）

### 宋英宗朝
- 唐介（1063年—1064年）
- 马仲甫（1064年）
- 李参（1064年）
- 吴中复（1064年—1066年）
- 李肃之（1066年—1067年）

### 宋神宗朝
- 李肃之（1067年—1069年）
- 张焘（1069年—1071年）
- 孙永（1071年—1073年）
- 韩缜（1073年—1074年）
- 李师中（1074年）
- 刘瑾（1074年—1075年）
- 张景宪（1075年—1078年）
- 王克臣（1078年—1080年）
- 蔡延庆（1080年）
- 韩忠彦（1080年—1082年）
- 蔡延庆（1082年—1083年）
- 谢景温（1083年—1085年）

### 宋哲宗朝
- 谢景温（1085年—1086年）
- 吕公孺（1086年—1087年）
- 李之纯（1087年）
- 蔡京（1087年—1089年）
- 张颉（1089年—1090年）
- 钱勰（1090年—1091年）
- 蒋之奇（1091年—1092年）
- 曾布（1092年—1093年）
- 曾肇（1093年—1094年）
- 李南公（1094年—1095年）
- 韩宗道（1095年—1096年）
- 路昌衡（1096年—1097年）
- 虞策（1097年—1098年）
- 盛陶（1098年—1099年）
- 陆师闵（1099年）
- 孙览（1099年）
- 孙路（1099年—1100年）

### 宋徽宗朝
- 范镗（1100年）
- 李琮（1100年—1101年）
- 吕希纯（1101年）
- 叶祖洽（1101年）
- 邵䶵（1101年—1102年）
- 黄寔（1102年）
- 胡宗师（1102年—1103年）
- 王汉之（1103年—1104年）
- 钟传（1104年）
- 张近（1104年—1112年）
- 吴价（1114年—1120年）
- 沈积中（1120年—1122年）
- 侯益（1122年）
- 蔡靖（1122年—1123年）
- 詹度（1123年—1124年）
- 陈遘（1124年—1125年）

### 宋钦宗朝
- 陈遘（1125年—1126年）
- 黄潜善（1126年—1127年）